# Alexis Vila
Alexis Vila (n. 12 martie 1971, Villa Clara Province⁠(d), Cuba) este un luptător ce a reprezentat Cuba, medaliat olimpic. A participat la o ediție a Jocurilor Olimpice (1996) în care a câștigat o medalie de bronz.

## Participări
Lista de mai jos prezintă principalele competiții la care a participat Alexis Vila de-a lungul carierei.
- wrestling at the 1996 Summer Olympics – men's freestyle 48 kg[*]